# No New Friends
No New Friends è un singolo del supergruppo LSD, pubblicato il 14 marzo 2019 come quinto estratto dal primo album in studio Labrinth, Sia & Diplo Present... LSD.

## Video musicale
Il videoclip è stato pubblicato il 16 aprile 2019 sul canale YouTube di Diplo. Nel video compare la ballerina Maddie Ziegler.